# Muggedätscher

Die Fasnachtsgesellschaft Muggedätscher (manchmal auch fälschlicherweise Muggedätscher-Clique genannt) ist eine Basler Fasnachtsclique.

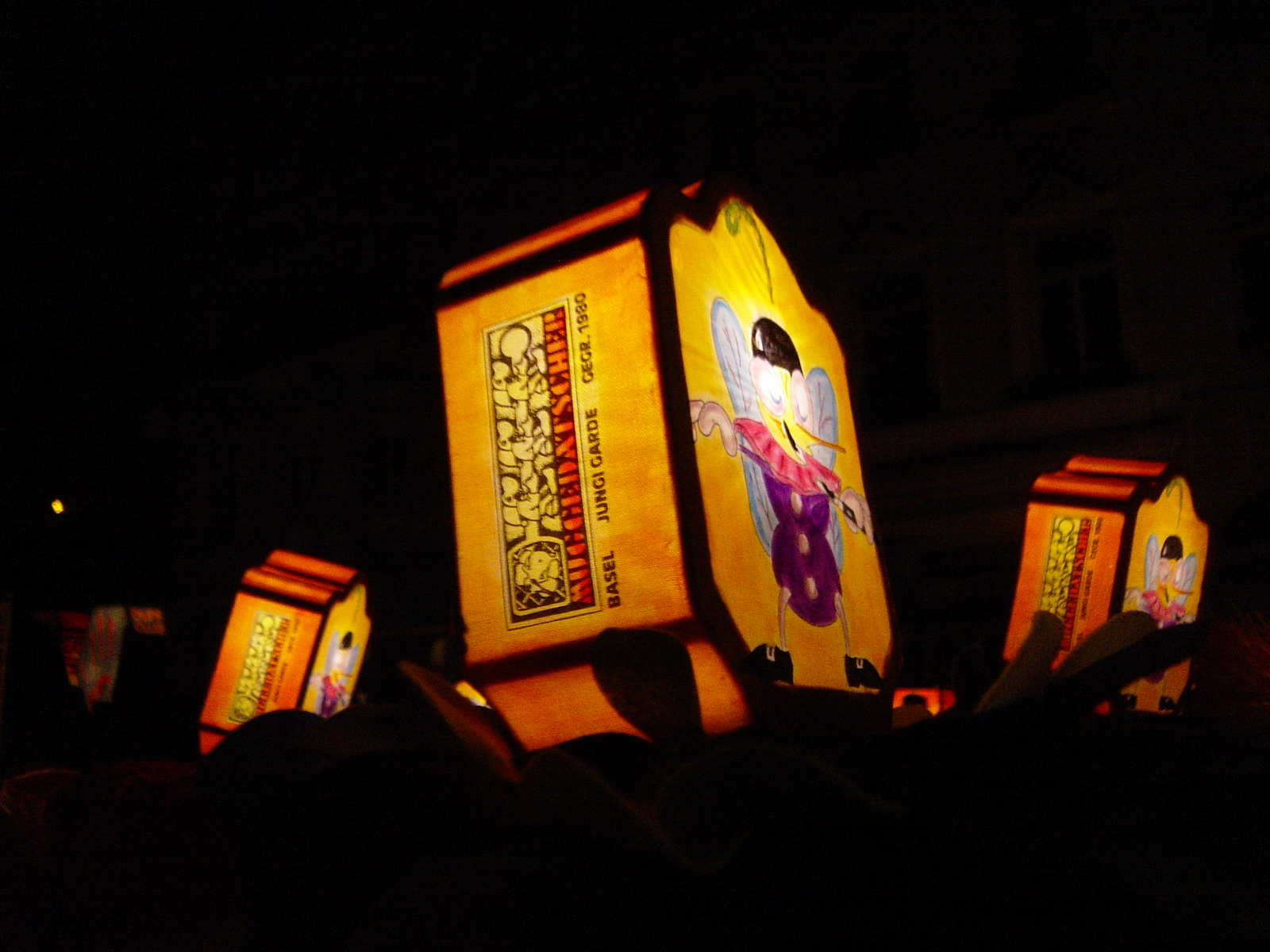
Ein «Kopflatärnli» der Muggedätscher am Morgestraich 2004

## Entstehung
Die Muggedätscher wurden durch ehemalige Mitglieder der Sans-Gêne-Clique gegründet. 1954 sollen einige Mitglieder der Sans-Gêne in einem eigenen oder fremden (Fasnachts-)Zug eingestanden sein. Einer dieser älteren «Fremdgeher» wurde von der Stammgesellschaft mit dem Ausschluss aus der Sans-Gêne bedroht, war es doch laut Statuten der Sans-Gêne nicht gestattet, in einem fremden Zug einzustehen. Dieser nahm am 15. November 1954 zu den Vorwürfen Stellung, räumte ein, sich einem anderen Zug angeschlossen zu haben, schrieb aber auch davon, dass er es begrüssen würde, wenn eine Alte Garde der Sans-Gêne gegründet werden könnte, da doch langsam aber sicher ein erheblicher Altersunterschied zu bemerken sei. Die meisten der älteren Mitglieder waren mit der Routenlänge und den kurzen Pausen unzufrieden und wollten deshalb eine Alte Garde gründen.
Am 29. August 1955 wurde die «Sans-Gêne Alte Garde» im Restaurant «zur alten Gerbe», ohne Absprache mit dem Stamm, gegründet. Bei dieser Versammlung wurde ein Obmann gewählt, Regeln festgelegt und die Ziele und Wünsche für die nächste Fasnacht besprochen. Das Fasnachts-Comité und der Stamm wurden nachträglich über diese Gründung informiert.
Der Stamm war zwar prinzipiell nicht gegen eine Alte-Garde, stellte aber im Herbst 1957 ein Gründungsstatut auf, dem sich die Alte Garde fügen sollte. Diese Statuten gingen sehr weit und beinhalteten unter anderem ein Vetorecht des Stammes bei jeder Versammlung. Die Alte Garde war damit natürlich nicht einverstanden und forderte den Stamm auf, sein Handeln zu überdenken.

Daraufhin informierte der Stamm das Comité und die Alte Garde, dass die «Sans-Gêne Alte Garde» «...aus Gründen, die mit unseren Vereinsstatuten nicht in Einklang gebracht werden konnten» aufgelöst werde, und bat das Fasnachts-Comité, den Namen aus dem Register zu streichen. Ausserdem wurden die älteren Mitglieder als nicht würdig bezeichnet, den Namen «Sans-Gêne» zu tragen. Nach diesem Brief drohte die Situation zu eskalieren und die Sans-Gêne drohte mit einer Klage gegen die älteren Mitglieder, falls sie den Namen weiterhin benützen sollten. Darauf gaben die Mitglieder den Namen auf und suchten einen neuen, welcher am 7. Februar 1958 bestimmt wurde. Ein Mitglied, welches bei einem Radio beschäftigt war, schlug den Namen einer damals sehr beliebten Radiosendung, «Dr Muggedätscher», vor. Dieser wurde von den Mitgliedern mit grossem Mehr gewählt. Der Radiosender wurde angefragt und hatte nichts dagegen einzuwenden. So wurde die «Sans-Gêne Alte Garde» in «Fasnachtsgesellschaft Muggedätscher» umbenannt.

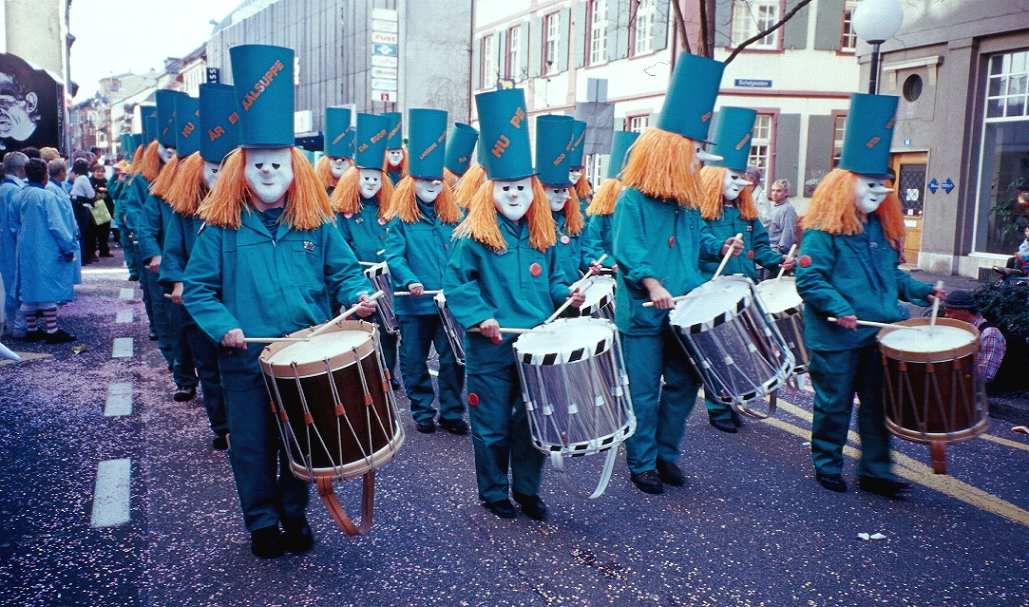
Tambouren des Stamms an der Fasnacht 2003

## Geschichte
- 1956 bestanden die Muggedätscher nur aus sechs Tambouren ohne Pfeifer, 1958 nahm man als eine der ersten Cliquen in ganz Basel Frauen auf, so dass mehrere Pfeifer und Vorträbler einstehen konnten.
- 1975 hatten die Muggedätscher den ersten Auftritt mit dem «Gluggsi» am Monstre-Trommelkonzert, kurz «Drummeli».
- 1980 wurde die «Muggedätscher Junge Garde» gegründet, welche erstmals 1981 mit 32 Vorträblern und 12 Pfeifern an der Fasnacht mitlief. Auch bei der Gründung der Jungen Garde waren die Muggedätscher Vorreiter, war die Junge Garde doch damals eine der wenigen, in welcher Mädchen aufgenommen wurden, und ein späterer übertritt in den Stamm garantiert wurde.
- 1983 wurden die «Muggedätscher Binggis» gegründet.
- 1995 wurde die «Muggedätscher Alte Garde» gegründet.

## Cliquenleben
Neben dem Musizieren, welches nicht nur an der Fasnacht gepflegt wird, steht die Kameradschaft bei den Muggedätschern an vorderster Stelle. Es gibt viele Anlässe über das Jahr verteilt, bei denen man sich näherkommt. So findet jedes Jahr vor der Fasnacht das cliqueninterne Preistrommeln und -pfeifen statt, ein Anlass, der einen ganzen Tag dauert. Es gewinnt, wer am besten trommeln und pfeifen kann. An der Fasnacht gibt es den so genannten «Gotte-/Götti-Halt» (Patin-/Paten-Halt), an dem ein Mitglied aus dem Stamm oder der Alten Garde etwas mit einem der Jungen Garde oder der Binggis unternimmt. Im Frühjahr steht mit der Jungen Garde ein Ausflug, meist in den Europa-Park, auf dem Programm, im Sommer gibt es ein Grillfest.
Viermal jährlich erscheint die «Mugge-Boschdille», eine cliqueninterne Zeitung mit Neuigkeiten, Informationen und Terminen.
Der «Keller» der Muggedätscher ist das «Säntihanstor», ein altes Stadttor Basels.

## Fasnachtsvorbereitungen
Die Fasnachtsgesellschaft Muggedätscher muss sich, wie jede andere Basler Clique, jedes Jahr von neuem auf die Fasnacht vorbereiten. Dazu gehört das Finden des Sujets (Themas), das sich jedes Jahr ändert. Dies übernimmt eine Sujetkommission für jede Sektion (Binggis, Junge Garde, Stamm, Alte Garde). Nachdem das Sujet gefunden ist, werden Kostüme genäht, Larven (Masken) von Hand kaschiert, die Laterne bespannt und gemalt. Dies nimmt etwa drei bis vier Monate in Anspruch, an denen fast jeden Abend im Bastelkeller der Muggedätscher gearbeitet wird.

## Drummeli-Auftritte
- 1975 Gluggsi
- 1986 Vaudois
- 1988 Bajass
- 1990 Sambre Meuse
- 1992 Let’s go
- 1994 Retraite
- 1996 Naarebaschi
- 1998 Paso Doblé
- 2000 Saggodo
- 2002 Hornig 69
- 2004 Nunnefurz
- 2006 L’Escalade
- 2008 Scotland the brave
- 2010 Yankee Jones
- 2012 Pfeifer-Tagwacht (gemeinsamer Auftritt mit den «Verschnuuffer»)
- 2014 Primmeli Retraite
- 2016 Luuser
- 2018 z'Basel
- 2020 Wettstaimarsch
- 2023 Saggodo in Mol
- 2025 Brite 79

## Sujets
| Jahr | Sujet                                                                   | Laternenkünstler             | Zeedeldichter    |
| ---- | ----------------------------------------------------------------------- | ---------------------------- | ---------------- |
| 1956 | Rotwildjagd in Ziri                                                     | Ernst Jäger                  | Edi Bienz        |
| 1957 | Die Axe Köln-Zürich oder E näbligi Gschicht                             | Paul Breisinger              | Edi Bienz        |
| 1958 | D'Yänki-nki-Dudel Sproch oder schwätz, wie der dr Schnabel gwachse isch | Paul Breisinger              | Edi Bienz        |
| 1959 | Obe-n-use, yne-n-unde, Basel mit de Lybbrandwunde                       | Paul Breisinger              | Eduard Wahl      |
| 1960 | Ziri het butzt – mir dräggele wyter                                     | Paul Breisinger              | Eduard Wahl      |
| 1961 | D hinterindisch Haimatstil                                              | Paul Breisinger              | Eduard Wahl      |
| 1962 | Die grieni Fee                                                          | Paul Breisinger              | Eduard Wahl      |
| 1963 | D’Bebbi dien yänggenggele?                                              | Werner Hauser                | Willy Weber      |
| 1964 | Raise Sy au uff d’Volggskeschte?                                        | Hansruedi Waller             | Kurt Geissmann   |
| 1965 | Em Chaudet sy Fall-Schirmdraimli                                        | Hansruedi Waller             | Kurt Geissmann   |
| 1966 | E-SSO-NE SAICH                                                          | Hansruedi Waller             | Kurt Geissmann   |
| 1967 | …hrli, …hrli an dr Wand, wär lor loost denn do fir’s Vaterland?         | Hansruedi Waller             | Kurt Geissmann   |
| 1968 | Allewyl no-n-e Drinkgäld                                                | Hansruedi Waller             | Kurt Geissmann   |
| 1969 | Autibahnbaiz “Zer haisse Milch”                                         | Kurt Geismman (D. Rückstein) | Fritz Grogg      |
| 1970 | Dr eyropäisch Benzyn-Drotschge-Fahrteplan                               | Max Vogler                   | Fritz Grogg      |
| 1971 | D Ruine Lauberstai                                                      | Max Vogler                   | Kurt Geissmann   |
| 1972 | D Fraue hänn butzt                                                      | Max Vogler                   | Kurt Geissmann   |
| 1973 | 100 Johr Schlumbärgerli                                                 | Max Vogler                   | Kurt Geissmann   |
| 1974 | Dr Plaitegaier z’Basel                                                  | Max Vogler                   | Kurt Geissmann   |
| 1975 | Me sammlet                                                              | Max Vogler                   | Kurt Geissmann   |
| 1976 | s’Kinderknollebuech                                                     | Max Vogler                   | Kurt Geissmann   |
| 1977 | Was mainsch derzue?                                                     | Max Vogler                   | Kurt Geissmann   |
| 1978 | Mir hätte d’Leesig                                                      | Christian Vogler             | Kurt Geissmann   |
| 1979 | O jeh jetz kenne d’Fraue d’Alpewält versaue                             | Christian Vogler             | Kurt Geissmann   |
| 1980 | D’King’gel-Olympiade z’Santjakob unde                                   | Christian Vogler             | Kurt Geissmann   |
| 1981 | Fasnacht-Klatschg                                                       | Christian Vogler             | Kurt Geissmann   |
| 1982 | Mer Nämme Nit                                                           | Christian Vogler             | Kurt Geissmann   |
| 1983 | DA-SCHAABE-R WOHR                                                       | Otti Rehoreck                | Kurt Geissmann   |
| 1984 | Spiegeli, Spiegeli an dr Wand wäär bär befiehlt im Baselland?           | Robi Erismann                | Kurt Geissmann   |
| 1985 | Hesch ain? Nai – Hesch duu ain?                                         | Roland Pfister               | Jean Lüchinger   |
| 1986 | S’gaischteret im Santihans                                              | Roland Pfister               | Matthias Refardt |
| 1987 | Kai Doddel kunnt ins Hotel                                              | Roland Pfister               | Matthias Refardt |
| 1988 | ?                                                                       | Roland Pfister               | Matthias Refardt |
| 1989 | Ainewääg e Guete                                                        | Roland Pfister               | Matthias Refardt |
| 1990 | Der Letscht lescht s’Liecht                                             | Magnus Roth                  | Matthias Refardt |
| 1991 | Tout Bâle-GEN-ial!                                                      | Magnus Roth                  | Matthias Refardt |
| 1992 | Mer drille s Raad zrugg                                                 | Magnus Roth                  | Matthias Refardt |
| 1993 | Do you speak baseldytsch?                                               | André Lemblé                 | Matthias Refardt |
| 1994 | Wär hilft ys us em Sumpf? oder wo blybt dr neyi Paracelsus?             | André Lemblé                 | Matthias Refardt |
| 1995 | 3-Dee – Mir gseen mee                                                   | André Lemblé                 | Matthias Refardt |
| 1996 | Zöli oli oder Zöli nit?                                                 | André Lemblé                 | Matthias Refardt |
| 1997 | Mir gsehn rot                                                           | André Lemblé                 | Matthias Refardt |
| 1998 | So long Hongkong                                                        | Guido Happle                 | Matthias Refardt |
| 1999 | D Määr vom Bäär                                                         | Guido Happle                 | Matthias Refardt |
| 2000 | Au d Hiehner schmegge nimm wie friehner                                 | Guido Happle                 | Matthias Refardt |
| 2001 | Rächts vom Rütli                                                        | Guido Happle                 | Matthias Refardt |
| 2002 | Isch Basel en Oase?                                                     | Guido Happle                 | Matthias Refardt |
| 2003 | s M macht Fasnacht                                                      | Guido Happle                 | Matthias Refardt |
| 2004 | Viva Berlucorrupzioni                                                   | Guido Happle                 | Matthias Refardt |
| 2005 | Mer stäche zue – Jubiläum 50 Joor Mugge                                 | Guido Happle                 | Matthias Refardt |
| 2006 | Ego – Numme mir zelle alli ander hän nyt z welle                        | Guido Happle                 | Matthias Refardt |
| 2007 | Nid scheniere – operiere – ummepfusche – yykassiere                     | Guido Happle                 | Matthias Refardt |
| 2008 | Nur fir dr Kommerz duet är sich loone – dr Kampf vo de dradizioone      | Guido Happle                 | Matthias Refardt |
| 2009 | Halb am lääbe – bald scho dood – unseri Baize sin bedroot               | Guido Happle                 | Matthias Refardt |
| 2010 | VernA(R)RT                                                              | Guido Happle                 | Matthias Refardt |
| 2011 | Au d Mugge mugge                                                        | Guido Happle                 | Matthias Refardt |
| 2012 | Moskau(ft) Basel                                                        | Guido Happle                 | Matthias Refardt |
| 2013 | Soon e saich                                                            | Guido Happle                 | Matthias Refardt |
| 2014 | Natürpür                                                                | Guido Happle                 | Matthias Refardt |
| 2015 | Friidlig hand in hand                                                   | Guido Happle                 | Matthias Refardt |
| 2016 | Alles goot dr Bach ab                                                   | Guido Happle                 | Lukas Zimmermann |
| 2017 | misland isch disland, gmainsam statt ainsam                             | Guido Happle                 | Lukas Zimmermann |
| 2018 | Wo steggsch?                                                            | Guido Happle                 | Lukas Zimmermann |
| 2019 | DÄNGG! Bebbi, bisch en odr ziesch dr e Mainig?                          | Roland Alermatt              | Lukas Zimmermann |
| 2020 | (keine Fasnacht wegen Corona)                                           | (keine Laterne)              | (kein Zeedel)    |
| 2021 | (kein Sujet)                                                            | (keine Laterne)              | (kein Zeedel)    |
| 2022 | Es lohnt sich!                                                          | (keine Laterne)              | Lukas Zimmermann |
| 2023 | Eb an dr Fasnacht oder im Lääbe – als Held liggsch nie drnääbe!         | Roland Alermatt              | Lukas Zimmermann |
| 2024 | Bisch du ächt?                                                          | Roland Alermatt              | Lukas Zimmermann |
| 2025 | Isch dr Zuug scho abgfahre?                                             | Roland Alermatt              | Lukas Zimmermann |